# Coevorden
Coevorden és un municipi de la província de Drenthe, al nord-est dels Països Baixos. L'1 de gener del 2009 tenia 36.079 habitants repartits sobre una superfície de 299,68 km² (dels quals 3,02 km² corresponen a aigua).

## Centres de població
| Coevorden      | 14.600 |
| Dalen          | 3.890  |
| Sleen          | 2.287  |
| Schoonoord     | 2.208  |
| Aalden         | 1.833  |
| Oosterhesselen | 1.915  |
| Geesbrug       | 1.320  |
| Steenwijksmoer | 992    |
| Gees           | 636    |
| Dalerpeel      | 857    |
| Noord-Sleen    | 520    |
| Erm            | 799    |
| Meppen         | 406    |
| Zweeloo        | 400    |

| Wachtum         | 360 |
| Dalerveen       | 365 |
| De Kiel         | 391 |
| Zwinderen       | 423 |
| 't Haantje      | 252 |
| Wezup           | 201 |
| Benneveld       | 180 |
| Holsloot        | 250 |
| Stieltjeskanaal | 265 |
| Wezuperbrug     | 174 |
| Nieuwe Krim     | 160 |
| Achterste Erm   | 72  |
| Diphoorn        | 66  |

## Administració
El consistori actual, després de les eleccions municipals de 2007, és dirigit pel liberal 	Bert Bouwmeester. El consistori consta de 25 membres, compost per:
- Partit del Treball, (PvdA) 9 escons
- Crida Demòcrata Cristiana, (CDA) 5 escons
- Partit Popular per la Llibertat i la Democràcia, (VVD) 5 escons
- Gemeenden Belangen, 2 escons
- PAC, 3 escons

## Agermanaments
- Brest
- Czarnków

## Galeria d'imatges

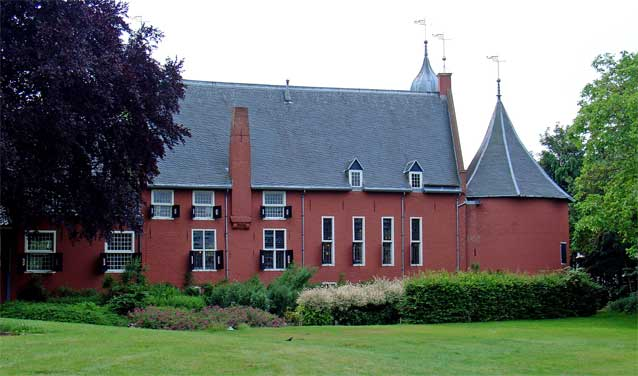
Castell de Coevorden
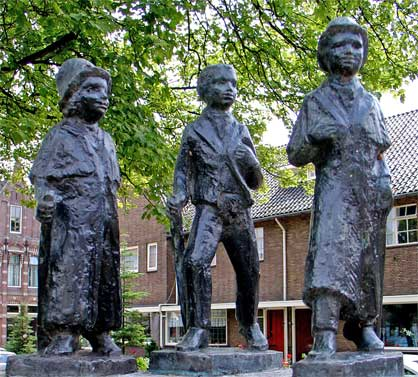
Estàtua de drie podagristen
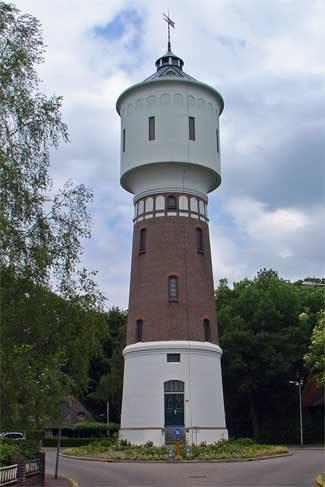
La torre d'aigua
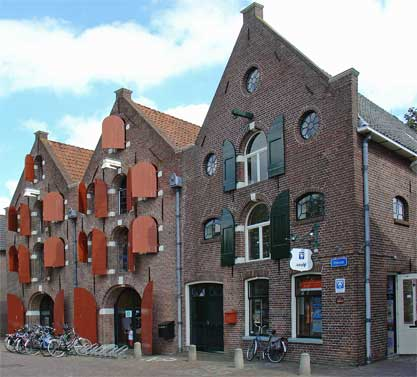
L'arsenal

## Curiositats
Les ciutats, illa, riu i muntanyes que al Canadà i els Estats Units d'Amèrica s'anomenen Vancouver, tenen l'origen en l'explorador George Vancouver, que provenia d'una família holandesa de cognom Van Coever, en referència a aquesta ciutat, del qual en derivà Vancouver, quan la família s'establí a Anglaterra, en temps del besavi de l'explorador.
En el seu honor el pont de vianants sobre el port porta, des de 2010, el nom de George Vancouverbrug (el pont de George Vancouver).